# Ailee
Amy Lee (Koreaanse naam: Lee Yejin, Hangul: 이예진, Hanja: 李藝眞), (Denver, 30 mei 1989) beter bekend als Ailee (Hangul: 에일리), is een Koreaans-Amerikaanse zangeres die onder contract staat bij YMC Entertainment, een Zuid-Koreaanse platenmaatschappij. Ze bracht haar eerste single "Heaven" uit op 8 februari 2012. Haar eerste mini-album "Invitation" werd uitgebracht op 16 oktober 2012.

## Achtergrond
Ailee werd in 1989 geboren in Denver, maar groeide op in New Jersey. Ze ging naar de Palisades Park Junior/Senior High School voordat ze verhuisde naar Leonia. Al studeerde ze af aan de Scotch Plains-Fanwood High School, toch eindigde ze haar opleiding aan het Pace University (waar ze naar eigen zeggen de studies communicatie, journalistiek en strafrechten te hebben gestudeerd) om aan haar muzikale carrière te beginnen. Ze maakte een kanaal aan op YouTube genaamd "mzamyx3" en later "aileemusic", omdat ze meer aandacht wilde trekken voor haar zangkanaal. Ze verhuisde naar Zuid-Korea in 2010, nadat ze uitgenodigd was om auditie te doen. Ook verhuisde ze naar Zuid-Korea om haar Koreaanse roots te volgen.

### Pre-carrière
Vóór haar K-pop debuut, was Ailee ingeschreven bij Muzo Entertainment, een onafhankelijk bureau uit New York en New Jersey. Hier werkte ze samen met enkele artiesten als Johnnyphlo en rapper Decipher.
Toen Ailee nog artiest in opleiding was onder YMC Entertainment, was ze te zien in Wheesungs's nummer "They Are Coming", dat op 9 oktober 2011 werd uitgebracht. Ook werkte ze samen met Jay Park mee aan het nummer "Catch Me If You Can" van Decipher.
Op 13 september 2011 trad Ailee samen met Wheesung op in een speciale aflevering van het programma "Singer and Trainee" (MBC Chuseok). Ailee's charme op het podium werd warm onthaald door het publiek, verbaasd om het feit dat ze klonk als een professionele zangeres, terwijl ze nog niet officieel had gedebuteerd. Daarna hield ze een solo optreden van Beyoncé's nummer "Halo". Opnieuw hield het publiek en de jury hun adem in en op het einde won Ailee dan ook het programma.
Op 30 januari 2012 begon Ailee aan haar acteercarrière in de tv-serie "Dream High Season 2" van Zuid-Koreaanse tv-zender KBS. Hierin speelde ze Ailee, een van de leden van de niet bestaande K-popgroep HershE.

### 2012-heden: K-popdebuut, "Heaven" en "Invitation"
Op 6 februari werd een music video teaser van Ailee's debuutnummer "Heaven" uitgebracht. "Heaven" is geschreven en geproduceerd door Wheesung. Drie dagen later, op 9 februari, bracht Ailee haar nummer en de videoclip uit, waarin Gi Kwang van Zuid-Koreaanse boyband "Beast" te zien was. Later die dag maakte ze haar debuut optreden van "Heaven" in M.net's "M! Countdown" en later in SBS' Inkigayo op 11 februari. Pas één maand na haar debuut domineerde ze al de Cyworld Music Awards in februari, waar ze twee prijzen won voor het beste nummer van de maand en de beste nieuwkomer van de maand. De prijzen van de Cyworld Music Awards is gebaseerd op de Cywrold Music Charts en de winnaars worden bepaald door de verkoopcijfers van de artiest of groep in die maand.
Op 22 februari bracht Ailee een OST (Original Sound Track) nummer "Superstar" uit samen met Sistar's Hyorin en T-ARA's Jiyeon voor de tv-serie "Dream High 2" van KBS.
In maart verscheen Ailee voor het eerst in het programma "Immortal Song 2" van KBS, waarin ze optrad met het nummer "Light and Shadow" van Patti Kim uit 1967. In de 'J.Y. Park Special' van "Immortal Song 2" trad Ailee op 19 mei op met J.Y. Park's debuutnummer "Don't Leave Me". Hiermee versloeg ze Davichi's Lee Haeri met één punt verschil (419-418). Ailee won in de aflevering van 30 juni opnieuw met het nummer "Fate" van Lee Seung Chul, deze keer met 402 punten. In augustus kondigde Ailee aan tijdelijk afscheid te nemen van het programma om aan haar aankomende mini-album te werken, dat in oktober uitgebracht zou worden. Begin 2013 kwam Ailee terug in "Immortal Song 2".
Op 16 oktober ging de videoclip van "I Will Show You", het titelnummer van "Invitation", online op YouTube. Tegelijkertijd bracht ze ook haar minialbum "Invitation" uit, dat in totaal 6 nummers bevat. Dit album werd geproduceerd door onder onder andere Kim Do Hoon, Lee Hyun Seung, Park Guentae, Double Sidekick and Wheesung. Ook waren artiesten als Verbal Jint, Swings en Simon D in bepaalde nummers te horen. Op 18 oktober keerde Ailee weer terug met haar optreden van "I Will Show You" op M! Countdown.

## Discografie

### Ep's
- 2012: Invitation
- 2013: A's Doll House

### Invitation [ep]
- I Will Show You (3:53)
- Into The Storm feat. Verbal Jint (3:31)
- Evening Sky (3:55)
- My Love feat. Swings (3:35)
- Shut Up feat. Simon D (3:23)
- Heaven (3:38)

### A's Doll House [ep]
- U&I (3:14)
- No No No (3:19)
- Rainy Day (3:42)
- How Could You Do This To Me (3:41)
- Scandal (4:01)
- I'll Be O.K. (3:38)

### Original Sound Tracks
- 2012: Super Star - Ailee, Hyorin & Jiyeon (Dream High 2 OST)
- 2012: Love Note (Full House Take 2 OST)
- 2013: Ice Flower (Queen of Ambition OST)
- 2015: Are You The Same (Shine or Go Crazy OST)

### Singles feat. Ailee
- 2011: Wheesung feat. Ailee - "The Guys Are Coming"
- 2011: Mighty Mouth feat. Ailee - "Racing Queen"
- 2012: 2BiC feat. Ailee - "Love Again"
- 2012: Joosuc feat. Ailee - "I Forgot You"
- 2012: Eru feat. Ailee - "Highlight"
- 2013: Baechigi feat. Ailee - "Shower of Tears"
- 2013: Verbal Jint feat. Ailee - "If It Ain't Love"
- 2013: Geeks feat. Ailee - "Wash Away"
- 2015: SEVENTEEN feat. Ailee - "Q&A"

## Immortal Song 2
Ailee is door haar verschijning in het programma "Immortal Song 2" erg bekend geworden als zangeres. Met name door dit programma won ze veel bekendheid in Zuid-Korea. Hiervóór stond ze nog bekend als een "Rookie", een nieuwkomer in K-pop. Hieronder staat een lijst met alle optredens van Ailee beginnend vanaf maart 2012 tot het heden.

### Lijst Immortal Songs 2
| - Light and Shadow - Spring Rain - Besame Mucho - My Second Hometown - Lonely Lover(*) - What Should I Do(*) - Don't Leave Me feat. Shorry J(*) - What Am I Supposed To Do(*) - Busy(*) - Like A Night On Saturday(*) | - Morning Dew(*) - Fate(*) - I Hate Hatred(*) - 3! 4! feat. Shin Bora(*) - Rose(*) - My Heart Towards You(*) - The Dance In Rhythm(*) - To You - Heeya(*) - Bin Jan - I will always love you |

Het (*) teken geeft aan dat er een studioversie van dit optreden is.
- Gemeinsame Normdatei: 1204845735
- International Standard Name Identifier: 0000 0004 0756 7093
- Library of Congress Control Number: no2018025217
- MusicBrainz: cecc42fb-9657-4b54-ad2f-7b73eefaef12
- Virtual International Authority File: 315199716
- WorldCat: E39PBJtMgYHfVdCT3wj7dthT73